# Il carnevale al boulevard des Capucines
Il carnevale al boulevard des Capucines (Le Boulevard des Capucines) è un dipinto del pittore francese Claude Monet, realizzato nel 1873 e conservato al Museo Puškin di Mosca.

## Descrizione
L'oeuvre di Monet si articola su un ampio ventaglio di temi e soggetti da rappresentare: nei suoi dipinti, infatti, troviamo non solo la quiete agreste dei campi smaglianti di papaveri e dei corsi d'acqua, ma anche gli sfavillanti luoghi urbani della Belle Époque frequentati dall'uomo moderno. Ovviamente le folle brulicanti e chiassose che invadevano i boulevards parigini, quelle ampie strade animate dal verde degli alberi e dal rincorrersi di caffè e ristoranti, non potevano mancare nella produzione artistica di un uomo che, per usare una felice espressione coniata da Charles Baudelaire, voleva essere un «pittore della vita moderna»:
(Charles Baudelaire)

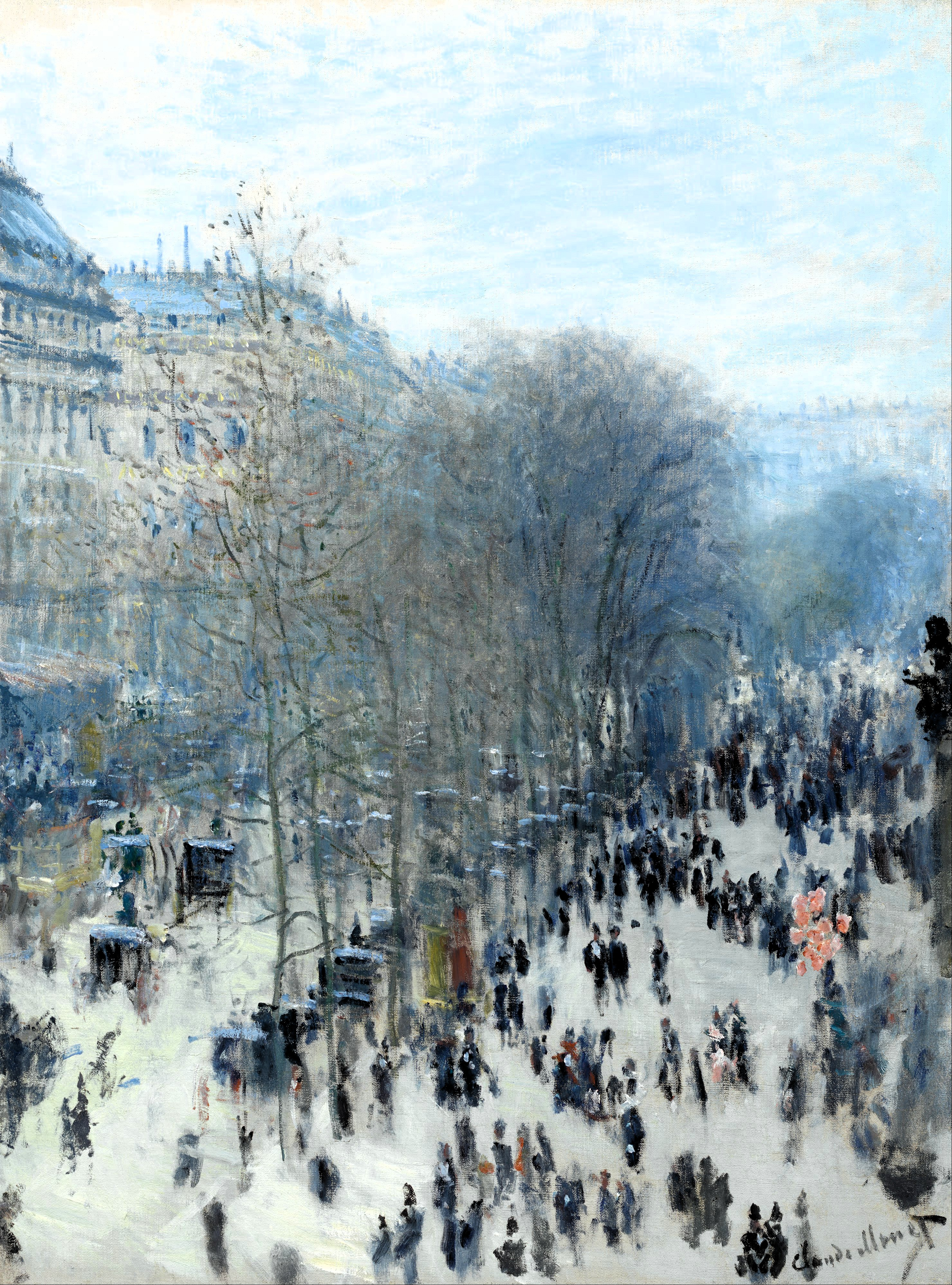
Claude Monet, Le Boulevard des Capucines (1873-1874); olio su tela, 80.3×60.3 cm, Nelson-Atkins Museum of Art, Missouri

Il carnevale al boulevard des Capucines raffigura il boulevard des Capucines da una terrazza dello studio del fotografo Nadar: possiamo immaginare che Monet abbia posato il cavalletto allo stesso livello dei due gentiluomini con cilindro ritratti sulla destra. Si tratta di una visione molto suggestiva, con gli eleganti palazzi haussmanniani investiti da una calda luce dorata, gli scheletri nudi degli alberi che si ergono ritti nel cielo e il viale affollato dalla brulicante folla parigina intenta a festeggiare il carnevale passeggiando.
Quest'opera, tuttavia, colpisce non solo per il tema - il quale, come si è già detto, è straordinariamente moderno - ma anche per la tecnica: Monet, infatti, segmenta la gaudente atmosfera della ville lumière in rapidi colpi di luce e di colore. Il suo scopo era quello per l'appunto di studiare le modalità d'interazione del sole sul turbinio della calca: la sensazione allegra del movimento della folla, poi, è ottenuta magistralmente da Monet, che non dipinge ogni particolare - procedura che gli avrebbe restituito un'immagine tediosa, priva di vita - limitandosi ad accennare le varie fisionomie con leggerissime linguette di colore: questa deliberata erosione dei contorni, va sottolineato, ha perfettamente senso, in quanto è analoga a quello che noi vedremmo stando su un balcone elevato. In questo modo i volumi, che a breve distanza si frantumano in un accostamento di colori senza senso, acquistano da lontano una miracolosa quanto vibrante definizione. Questa grammatica pittorica, se all'osservatore odierno appare lirica ed innovativa, nel 1874 - quando l'opera esposta per la prima volta al pubblico - generò una tempesta di vituperi e di indignazione: non bisogna tuttavia sorprendersi, considerando che i critici accademici fin-de-siècle valutavano la qualità di un'opera in base al loro livello di dettaglio. Alla visione di un'opera analoga dipinta da Camille Pissarro, non a caso, l'araldo dell'art pompier Louis Leroy si domandò: «Forse faccio questa figura quando cammino per i boulevard? Perdo le gambe, gli occhi e il naso per trasformarmi in una macchia informe?». Ancora più acre e sarcastica fu la critica che riservò invece all'opera di Monet, oggetto di derisione di un pittore pluripremiato fittizio che ne aveva cambiato il carattere bozzettistico per un'effettiva (e, in realtà, inesistente) trascuratezza pittorica: